# Zakrzew (Łowicz)
Pour les articles homonymes, voir Zakrzew.
Zakrzew (prononciation [ˈzakʂɛf]) est un village de la gmina de Bielawy, du powiat de Łowicz, dans la voïvodie de Łódź, situé dans le centre de la Pologne.
Il se situe à environ 8 kilomètres au nord de Bielawy (siège de la gmina), 19 kilomètres à l'ouest de Łowicz (siège du powiat) et 42 kilomètres au nord de Łódź (capitale de la voïvodie).

## Administration
De 1975 à 1998, le village était attaché administrativement à l'ancienne voïvodie de Skierniewice.

Depuis 1999, il fait partie de la nouvelle voïvodie de Łódź.